# Plouër-sur-Rance
Plouër-sur-Rance [pluɛʁ syʁ ʁɑ̃s] est une commune française située dans le département des Côtes-d'Armor en région Bretagne.

## Héraldique
| Blason | Blasonnement : Écartelé : au premier et au quatrième de gueules aux six quintefeuilles d'or ordonnés 3, 2 et 1, au deuxième et au troisième d'argent au sautoir de gueules cantonné de quatre billettes du même. |

## Géographie
La majeure partie de la commune se situe en hauteur sur une colline.
En contrebas, la cale des moulins donne accès à l'estuaire de la Rance, avec son port de plaisance, son centre nautique, ses cales et son moulin à marée.
La commune s'étend aussi sur une grande zone moins habitée plus à l'ouest, jusqu'à la tour du chêne vert où se situe le château médiéval de Péhou, au bord de la Rance, face à Mordreuc.
| Pleurtuit Ille-et-Vilaine | Langrolay-sur-Rance    | La Ville-ès-Nonais Ille-et-Vilaine La Rance |
| Pleslin-Trigavou          | Plouër-sur-Rance       | Pleudihen-sur-Rance La Rance                |
| Taden                     | Saint-Samson-sur-Rance | La Vicomté-sur-Rance La Rance               |

### Hydrographie
Pour un article plus général, voir Réseau hydrographique des Côtes-d'Armor.
La commune est située dans le bassin Loire-Bretagne. Elle est drainée par la Houssaye, le ruisseau de Coutance et le ruisseau de la Ville ès rats,,.

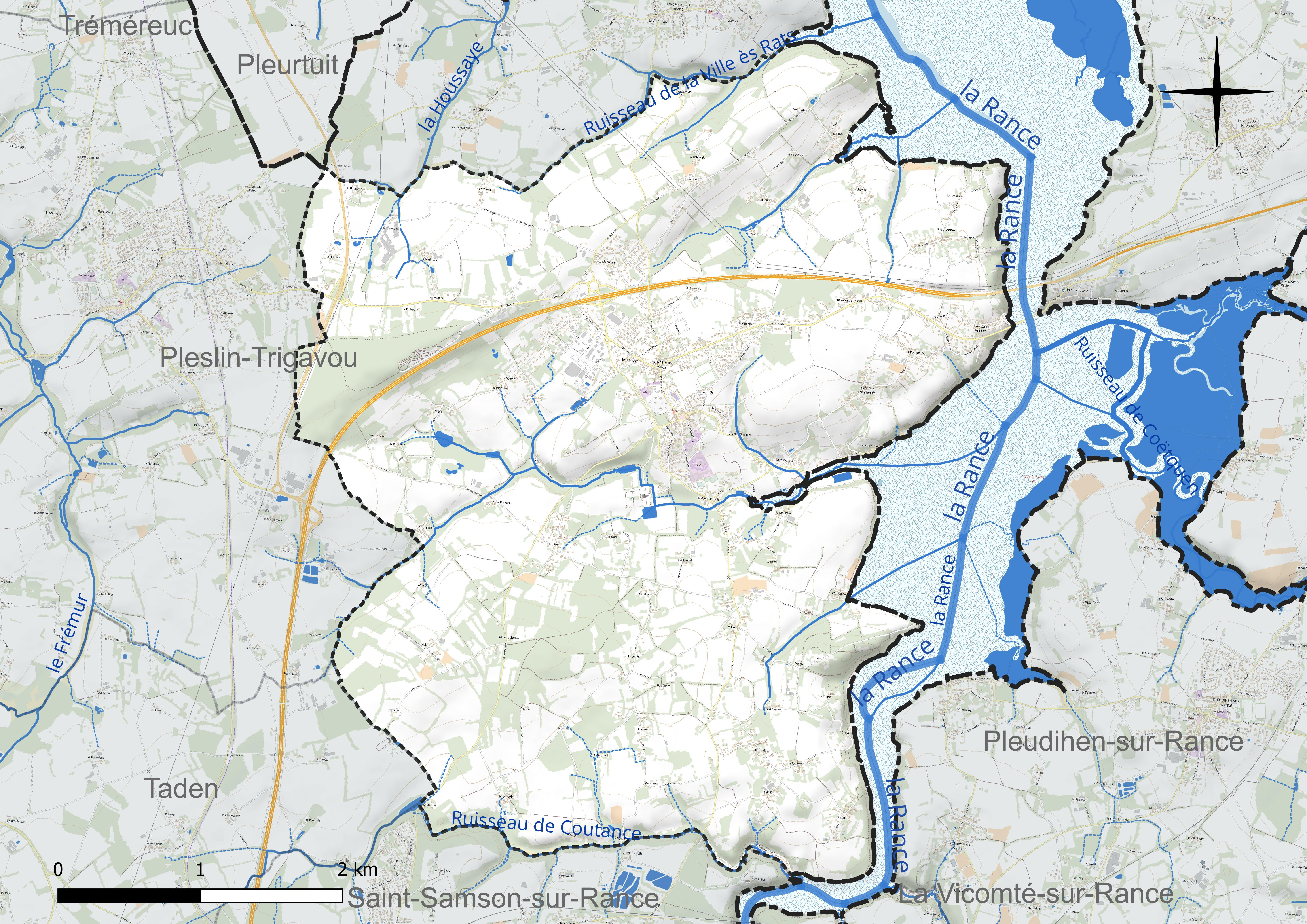
Réseau hydrographique de Plouër-sur-Rance.

### Hameaux, écarts, lieux-dits
(liste non exhaustive)
- la Fosse-Gorhan
- la Moinerie
- la Chiennais
- la Cale aux Moulins
- la Paumerais
- Lannois
- la Mettrie-Paumerais
- les Guérets
- la Minotais
- le Verger
- la Rusais
- la Giolais
- le Pont Mévault
- le Rocheret
- Sur le Pré
- le Bouillon

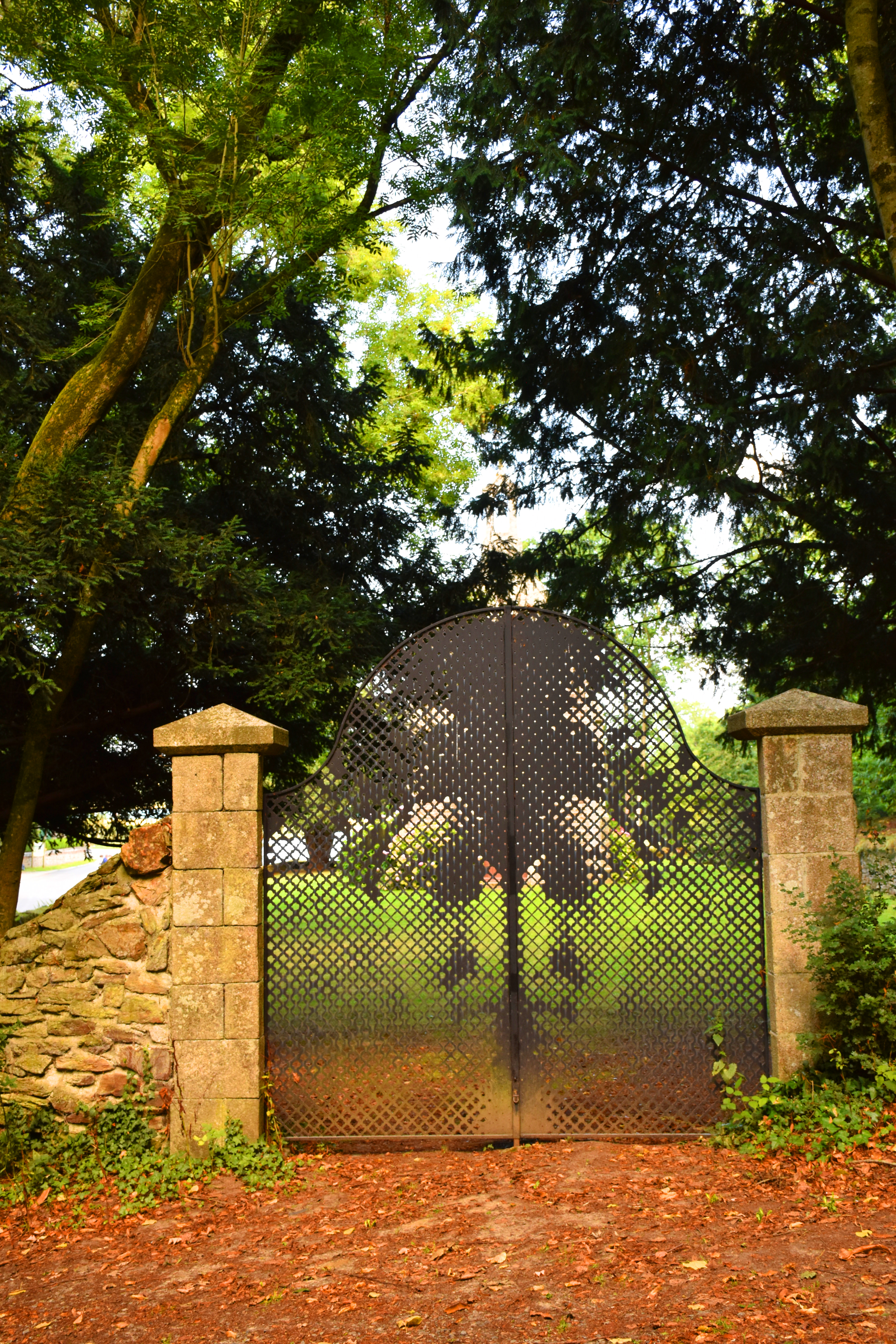
Portail arrière de la chapelle de la Souhaitier
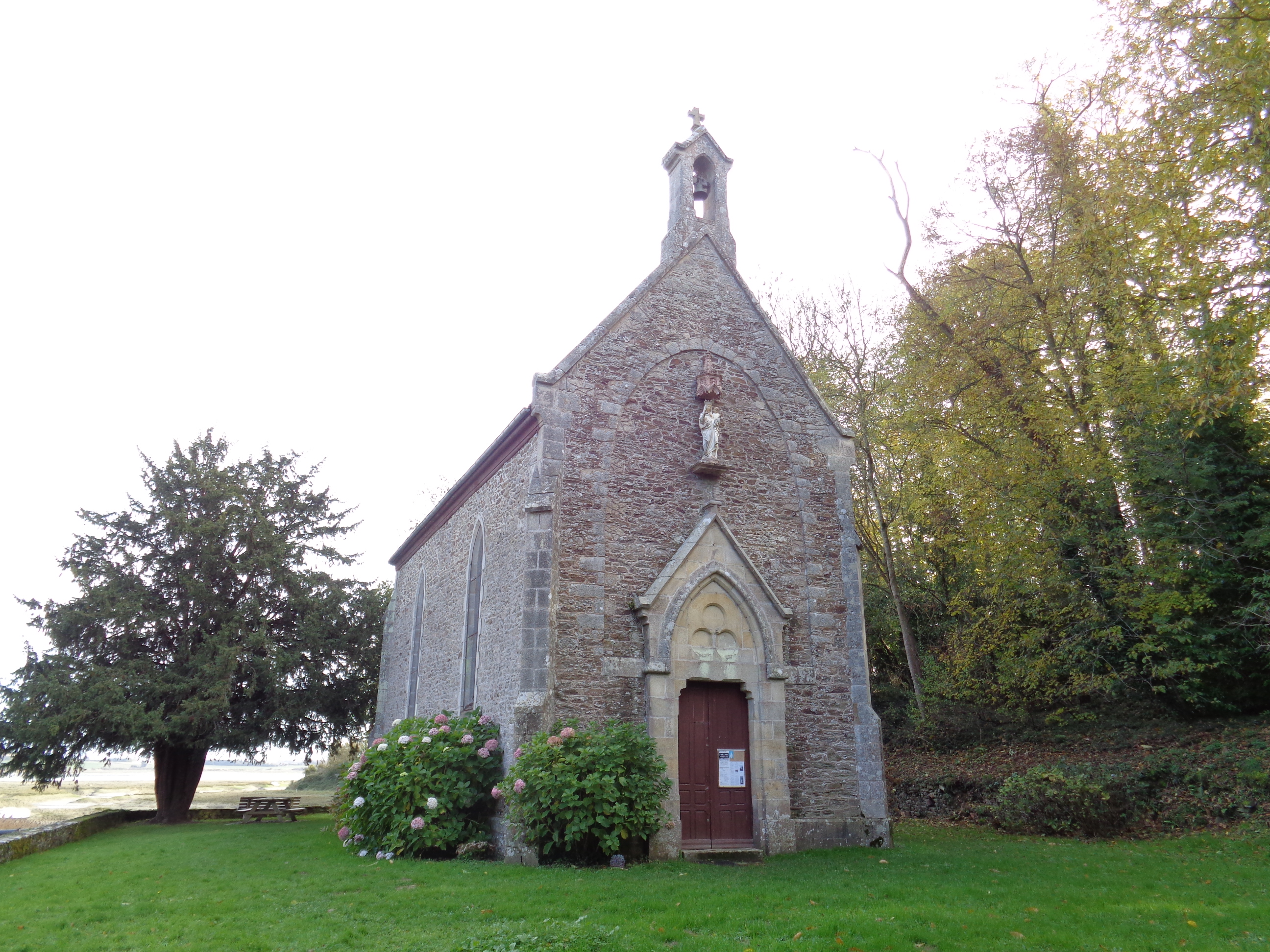
Chapelle Notre-Dame de la Souhaitier (XIXe)
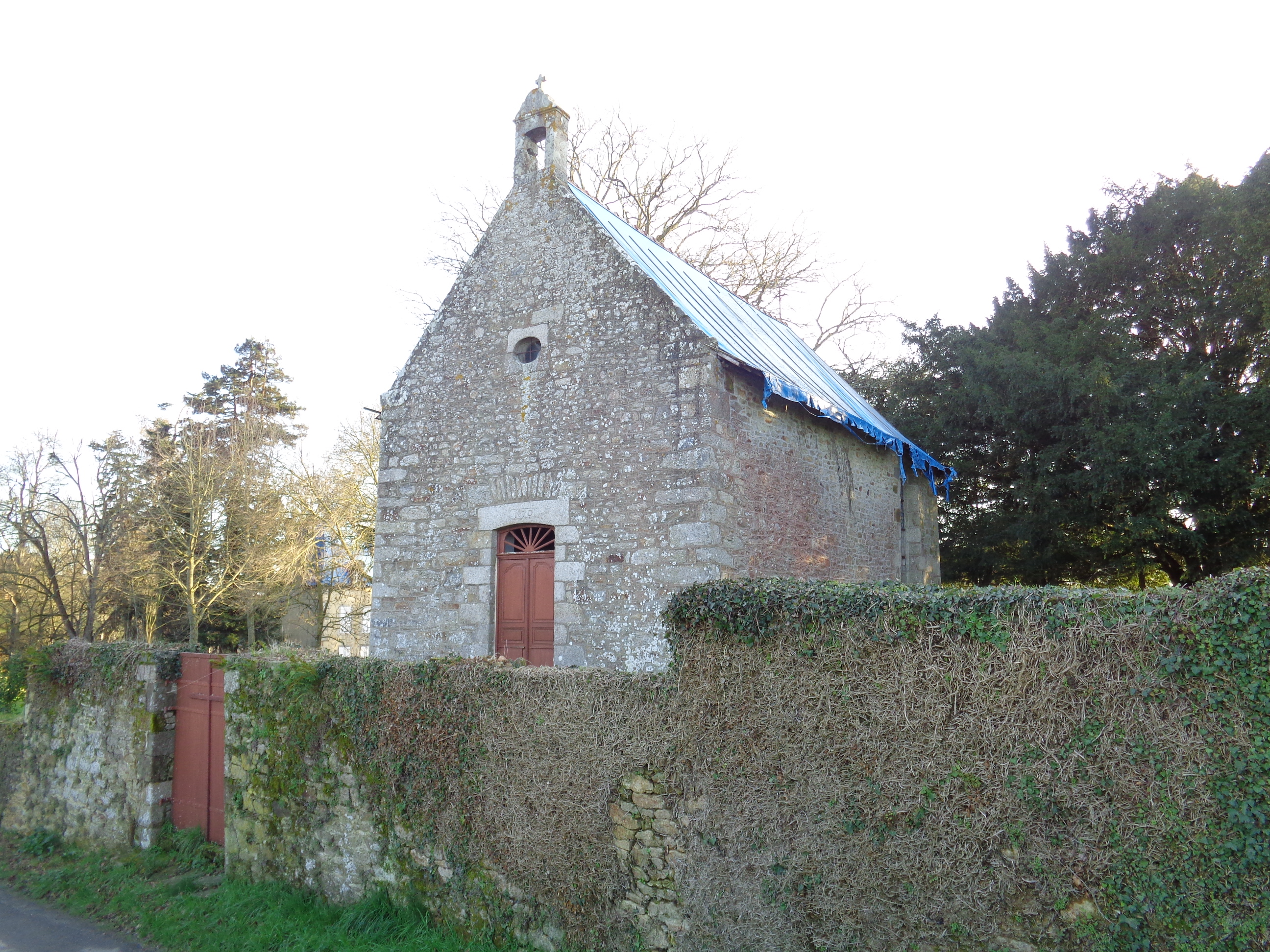
Chapelle Saint-Lunaire
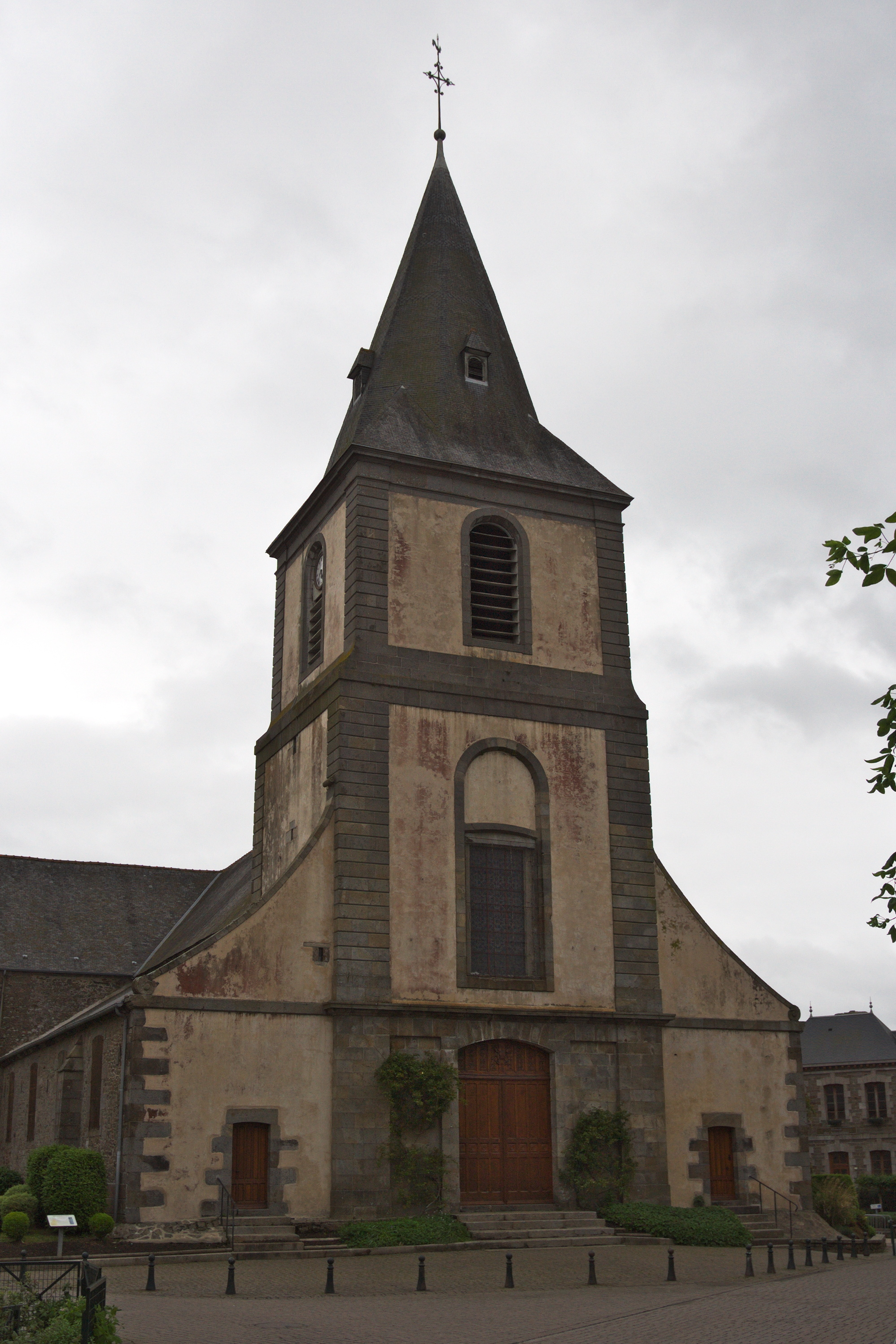
Église Saint-Pierre-et-Saint-Paul
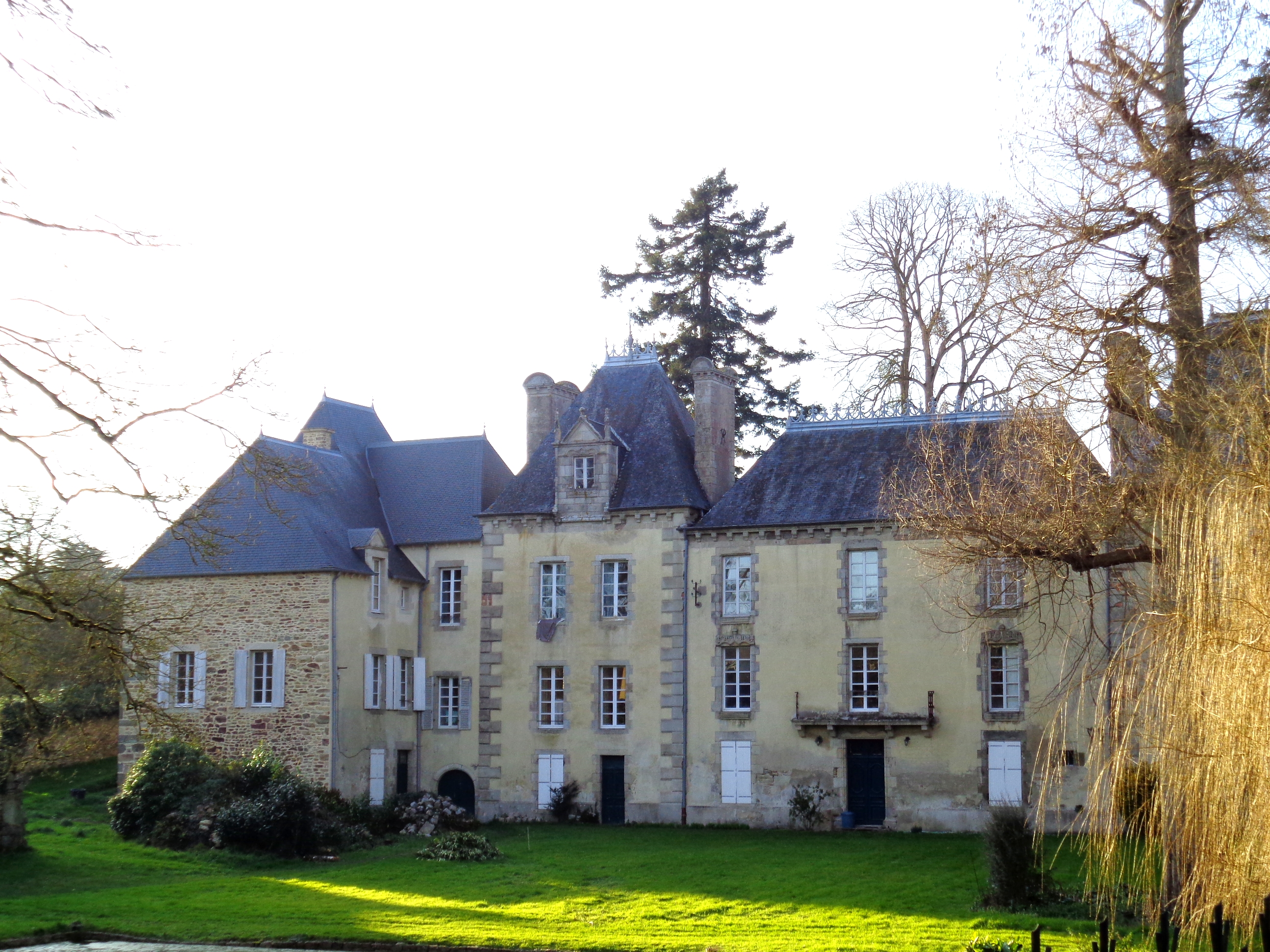
Château des Vaux Carheil
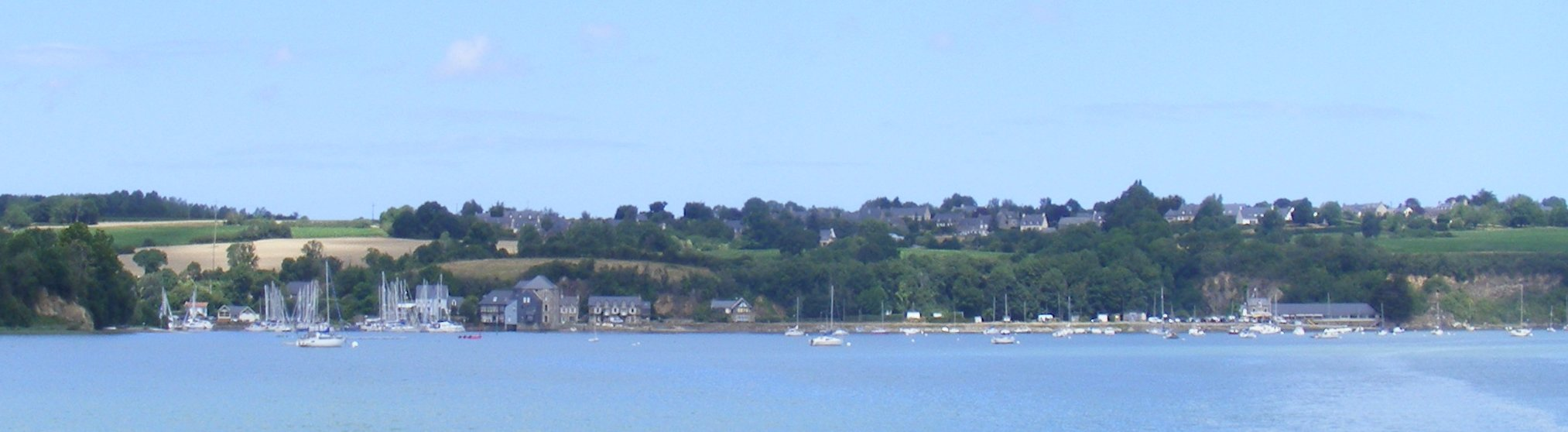
La Cale aux Moulins (entre le port de plaisance jusqu'à la piscine)

### Climat
Pour des articles plus généraux, voir Climat de la Bretagne et Climat des Côtes-d'Armor.
En 2010, le climat de la commune est de type climat océanique franc, selon une étude du Centre national de la recherche scientifique s'appuyant sur une série de données couvrant la période 1971-2000. En 2020, Météo-France publie une typologie des climats de la France métropolitaine dans laquelle la commune est exposée à un climat océanique et est dans la région climatique Bretagne orientale et méridionale, Pays nantais, Vendée, caractérisée par une faible pluviométrie en été et une bonne insolation. Parallèlement l'observatoire de l'environnement en Bretagne publie en 2020 un zonage climatique de la région Bretagne, s'appuyant sur des données de Météo-France de 2009. La commune est, selon ce zonage, dans la zone « Intérieur », exposée à un climat médian, à dominante océanique.  
Pour la période 1971-2000, la température annuelle moyenne est de 11,3 °C, avec une amplitude thermique annuelle de 11,9 °C. Le cumul annuel moyen de précipitations est de 718 mm, avec 11,7 jours de précipitations en janvier et 6,5 jours en juillet. Pour la période 1991-2020, la température moyenne annuelle observée sur la station météorologique la plus proche, située sur la commune de Pleurtuit à sept km à vol d'oiseau, est de 11,9 °C et le cumul annuel moyen de précipitations est de 752,0 mm,. Pour l'avenir, les paramètres climatiques de la commune estimés pour 2050 selon différents scénarios d'émission de gaz à effet de serre sont consultables sur un site dédié publié par Météo-France en novembre 2022.

## Urbanisme

### Typologie
Au 1er janvier 2024, Plouër-sur-Rance est catégorisée commune rurale à habitat dispersé, selon la nouvelle grille communale de densité à 7 niveaux définie par l'Insee en 2022.
Elle appartient à l'unité urbaine de Plouër-sur-Rance, une unité urbaine monocommunale constituant une ville isolée,. Par ailleurs la commune fait partie de l'aire d'attraction de Saint-Malo, dont elle est une commune de la couronne,. Cette aire, qui regroupe 35 communes, est catégorisée dans les aires de 50 000 à moins de 200 000 habitants,.
La commune, bordée par la Manche, est également une commune littorale au sens de la loi du 3 janvier 1986, dite loi littoral. Des dispositions spécifiques d’urbanisme s’y appliquent dès lors afin de préserver les espaces naturels, les sites, les paysages et l’équilibre écologique du littoral, tel le principe d'inconstructibilité, en dehors des espaces urbanisés, sur la bande littorale des 100 mètres, ou plus si le plan local d’urbanisme le prévoit.

### Occupation des sols
L'occupation des sols de la commune, telle qu'elle ressort de la base de données européenne d’occupation biophysique des sols Corine Land Cover (CLC), est marquée par l'importance des territoires agricoles (79,7 % en 2018), en diminution par rapport à 1990 (81,7 %). La répartition détaillée en 2018 est la suivante : 
terres arables (35,3 %), zones agricoles hétérogènes (31,7 %), prairies (12,6 %), forêts (9,4 %), zones urbanisées (9,1 %), zones industrielles ou commerciales et réseaux de communication (1,3 %), zones humides côtières (0,5 %). L'évolution de l’occupation des sols de la commune et de ses infrastructures peut être observée sur les différentes représentations cartographiques du territoire : la carte de Cassini (XVIIIe siècle), la carte d'état-major (1820-1866) et les cartes ou photos aériennes de l'IGN pour la période actuelle (1950 à aujourd'hui).

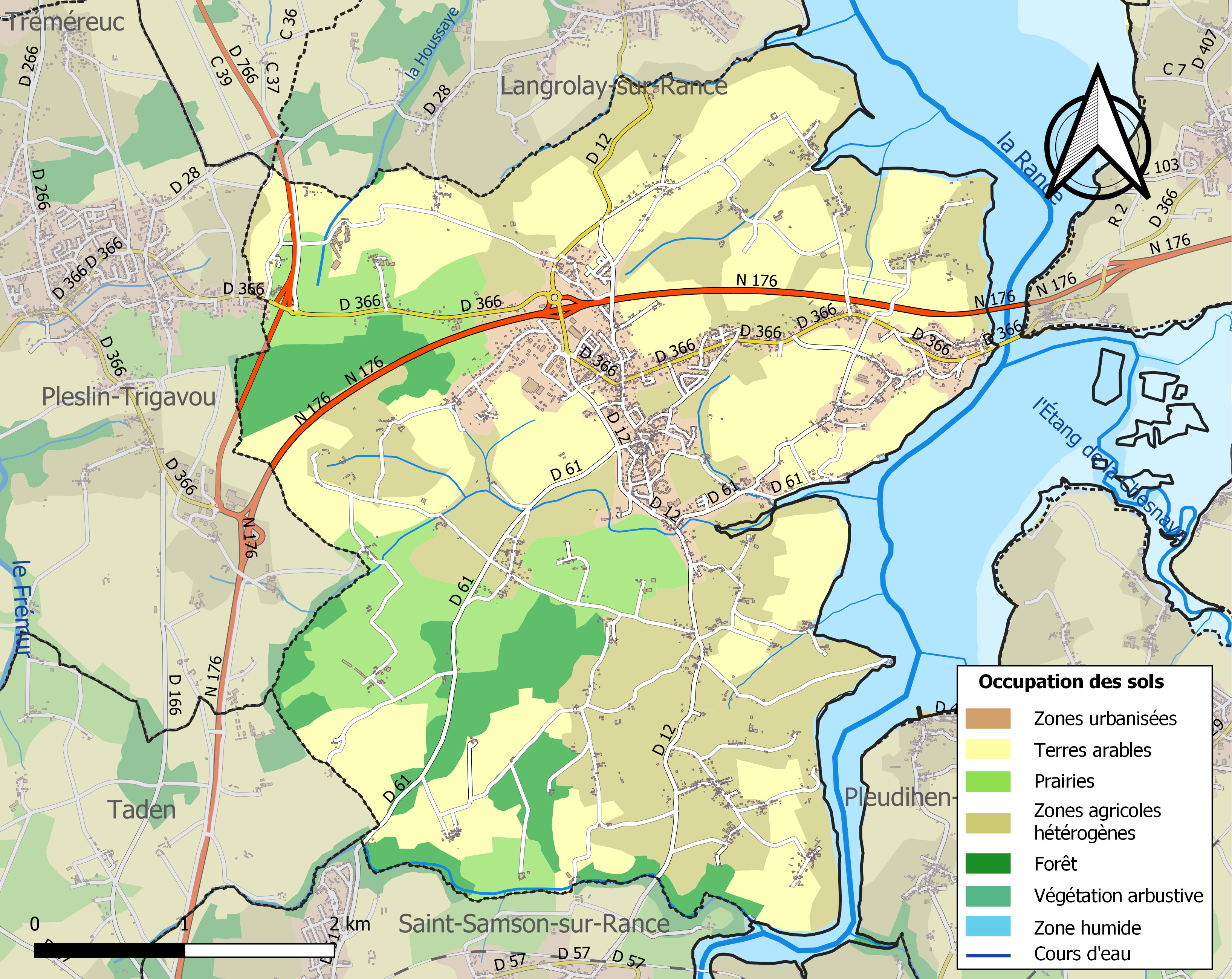
Carte des infrastructures et de l'occupation des sols de la commune en 2018 (CLC).

## Toponymie
Le nom de la localité est attesté sous les formes Ploiern et  Ploern à la fin du  XIe siècle, Pluer vers 1221, Ploern en 1179, Ecclesia de Ploher en 1181, Ecclesia parochia de Ploher en 1187, Ploar à la fin du XIIe siècle, Ploer en 1218, Ploar en 1231, Plouer en 1277, Ploer vers 1330, Plouarn en 1371.
Plouër-sur-Rance vient du breton ploe (paroisse) et, semble-t-il, de saint Hernin ou Hern.
Plouar en gallo.

## Histoire

### Préhistoire
le territoire de la commune est occupé dès le Néolithique comme l'atteste la présence de l'allée couverte de Bel Evan.
En 1987, la réalisation de la déviation de la RN 176 occasionna une fouille de sauvetage à la Boisanne. Dans un des fossés fouillés furent découverts des tessons de céramiques datés du 5e millénaire av. J.-C. (environ -4500). Ces tessons appartiennent à un vase de grande taille (diamètre : 30 cm, hauteur : 35 cm) disposant de deux anses à ruban et orné d'une série de boutons alignés à proximité de l'ouverture. Ce style de céramique se rapproche du celui de la culture de Cerny, ce qui renforce l'hypothèse d'échanges ente l'Armorique néolithique et le Bassin Parisien, hypothèse déjà évoquée par d'autres découvertes en Armorique. Le fossé où ont été trouvés ces fragments de céramique pourrait avoir été une sépulture,.

### Proto-histoire
Toujours à la Boisanne, à proximité du site néolithique, a été mise à jour une ferme occupée durant quatre siècles à partir du VIe siècle av. J.-C., elle était installée en surplomb de la Rance sur une superficie d'environ un hectare. Des bâtiments de ferme ayant évolué durant les quatre siècles ont été révélés par la présence de trous de poteau. La ferme était entourée de palissades et comportait un réseau de fossés avec talus (voir les reproductions en aquarelle de la ferme à différentes époques dans, p 29). Deux salles souterraines creusées dans le sous-sol furent également découvertes, ces salles étaient accessibles par un puits de 3 m de profondeur et de 1,3 m de diamètre. La présence de salles souterraines, relativement fréquente à l'ouest de la France, est caractéristique des fermes de l'Armorique à l'époque de la Tène (voir exemples et bibliographies dans). La ferme est abandonnée  au Ier siècle av. J.-C..
L'analyse des fragments de céramiques découverts sur le site de la Boisanne ont permis de mettre en évidence des échanges, à l'époque de la Tène, avec le Bassin Parisien et avec le monde méditerranéen.

### Époque gallo-romaine
À l'époque gallo-romaine, la région dépendait de la civitas des Coriosolites (capitale Fanum Martis, actuelle Corseul). Le territoire de la commune était proche du port fluvial gallo-romain de Taden et de la cité d'Aleth.
Un petit sanctuaire gallo-romain a été découvert à proximité immédiate du site de la Boisanne. Ce bâtiment à colonne de briques et couvert de tuiles a dû exister entre le Ier siècle av. J.-C. et le début du IIe siècle apr. J.-C. Plus de 70 fragments de statuettes en terre blanche y ont été découverts attestant d'un culte de Vénus à cet endroit (voir reproductions dans).
En 2002, une nouvelle fouille préventive liée à des travaux sur la D766 permit la découverte d'un site gallo-romain au lieu-dit La Mezeray à proximité du ruisseau de la Houssaye. Constitué de bassins successifs, ce site aurait pu abriter une activité de teinture de laine (l'une des hypothèses), il aurait fonctionné entre les IIe et IIIe siècles apr. J.-C.

### Époque médiévale
Raoul de Plouer chevalier, certifie que le seigneur de Plouer gratifie l'Abbaye Notre-Dame du Tronchet en 1243 d'une vigne et un champ en culture de Raoul de la Touche et de son épouse, Agathe, de Robert, Roland et Abraham leurs fils. En accord avec son épouse et Rualen, son aîné, Raoul de Plouer confirme cette donation., se réservant seulement le droit de dîme et de bouteillage sur les deux biens. En 1251, cette donation est ratifiée devant Godefroy, dit Leesfant, chevalier, sénéchal d'Alain de Dinan, par Hamond Ruffier et ses trois fils. Le bailliage de la Moinerie en Plouër était dépendant de l'abbaye du Tronchet, mais il fut aliéné d'après les Déclarations de 1685 et 1790 (vraisemblablement à l'Abbaye Saint-Magloire de Léhon).

### Époque moderne
La terre de Plouër est érigée en comté par Henri III en 1575, au profit de la famille Gouyon-La-Moussaye.
Le comté de Plouër est racheté à Charles-Auguste de Gouyon (1647-1729), maréchal de France en 1695 par Jean de la Haye , capitaine de Dragons.
La famille de la Haye sera à l'origine de deux édifices du XVIIIe : l'église actuelle et le château de Plouër.

### LeXXesiècle

#### Les guerres duXXesiècle
Le monument aux morts porte les noms de 151 soldats morts pour la patrie :
- 110 sont morts durant la Première Guerre mondiale ;
- 38 sont morts durant la Seconde Guerre mondiale ;
- un est mort durant la guerre d'Algérie ;
- un est mort durant la guerre d'Indochine ;
- un est mort dans le cadre des troupes d'occupation en Allemagne (TOA).

#### Administration communale
En 1973, la commune est fusionnée avec Langrolay-sur-Rance pour former Plouër-Langrolay-sur-Rance ; les deux communes se séparent en 1984.

## Politique et administration

### Liste des maires
| Les données manquantes sont à compléter.                                                                            |                  |                            |         |                                                                                         |
| 1901 | 1918             | Alfred Lecointe            |         |                                                                                         |
| 1919 | 1923             | M. Pasquier                |         |                                                                                         |
| 1923 | 1929             | Marie-Joseph Pépin         | SE      | Officier                                                                                |
| 1929 | 1941             | Mathurin Roger             | SE      |                                                                                         |
| 1941 | 1945             | François Parnet            | SE      |                                                                                         |
| Les données manquantes sont à compléter.                                                                            |                  |                            |         |                                                                                         |
| av. 1952 | mars 1959        | Sévère Gautier             | SE      |                                                                                         |
| mars 1959 | avril 1973       | Joseph Chas                | PSA-PSU | Capitaine de la marine marchande                                                        |
| De 1973 à 1984, Plouër forme avec Langrolay la commune de Plouër-Langrolay-sur-Rance, créée par fusion-association. |                  |                            |         |                                                                                         |
| février 1984 | mai 1988 (décès) | Joseph Castel              | SE      | Médecin                                                                                 |
| juin 1988 | mars 1989        | Claude-Noël Martin         | DVD     | PDG                                                                                     |
| mars 1989 | juin 1995        | Jérôme Wenz                | PS      | Psychologue                                                                             |
| juin 1995 | octobre 1996     | Marie-Annick Barada-Jouadé | UDF     | Médecin Mandat écourté après l'annulation des municipales de 1995 par le Conseil d'État |
| octobre 1996 | novembre 1996    | Délégation spéciale        |         | Présidée par Jacques Gross                                                              |
| novembre 1996 | mars 2001        | Yves Gervaise              | UDF     | Professeur agrégé de géographie et d'économie                                           |
| mars 2001 | mars 2014        | Jean-Claude Havard         | DVG     | Retraité de l'enseignement, maire honoraire                                             |
| mars 2014 | mai 2020         | Serge Simon                | DVG     | Inspecteur de l'Éducation nationale                                                     |
| mai 2020 | En cours         | Yann Godet                 | DVG     | Agent de collectivité                                                                   |

## Démographie
L'évolution du nombre d'habitants est connue à travers les recensements de la population effectués dans la commune depuis 1793. Pour les communes de moins de 10 000 habitants, une enquête de recensement portant sur toute la population est réalisée tous les cinq ans, les populations de référence des années intermédiaires étant quant à elles estimées par interpolation ou extrapolation. Pour la commune, le premier recensement exhaustif entrant dans le cadre du nouveau dispositif a été réalisé en 2006.

En 2022, la commune comptait 3 423 habitants, en évolution de −2,76 % par rapport à 2016 (Côtes-d'Armor : +1,78 %, France hors Mayotte : +2,11 %).
| 1793  | 1800  | 1806  | 1821  | 1831  | 1836  | 1841  | 1846  | 1851  |
| ----- | ----- | ----- | ----- | ----- | ----- | ----- | ----- | ----- |
| 2 925 | 3 304 | 3 782 | 3 504 | 3 801 | 3 737 | 3 829 | 3 875 | 4 023 |

| 1856  | 1861  | 1866  | 1872  | 1876  | 1881  | 1886  | 1891  | 1896  |
| ----- | ----- | ----- | ----- | ----- | ----- | ----- | ----- | ----- |
| 3 910 | 3 850 | 3 932 | 3 304 | 3 738 | 3 627 | 3 582 | 3 607 | 3 483 |

| 1901  | 1906  | 1911  | 1921  | 1926  | 1931  | 1936  | 1946  | 1954  |
| ----- | ----- | ----- | ----- | ----- | ----- | ----- | ----- | ----- |
| 3 408 | 3 457 | 3 186 | 2 770 | 2 824 | 2 673 | 2 574 | 2 485 | 2 278 |

| 1962  | 1968  | 1975  | 1982  | 1990  | 1999  | 2006  | 2011  | 2016  |
| ----- | ----- | ----- | ----- | ----- | ----- | ----- | ----- | ----- |
| 2 260 | 2 229 | 2 541 | 2 820 | 2 438 | 2 723 | 3 058 | 3 378 | 3 520 |

| 2021  | 2022  | - | - | - | - | - | - | - |
| ----- | ----- | - | - | - | - | - | - | - |
| 3 469 | 3 423 | - | - | - | - | - | - | - |

## Lieux et monuments
La commune a fait l'objet d'un inventaire de son patrimoine bâti de mai à octobre 2015.
Principaux lieux et monuments de la commune :
- L'allée couverte de Bel Evan au lieu-dit Clos Belevau est classée aux monuments historiques[38].
- Le château de Plouër (ou de la Ville Huchet), résidence principale d'Amaury  Gouyon, sg la Moussaye[39],[40] et son jardin d'agrément (XVIIIe siècle) inscrit au pré-inventaire des jardins remarquables[41].

Le château est reconstruit au début du XVIIIe siècle par Joseph de La Haye, récent seigneur de Plouër, à l'emplacement du vieux château de Saint-Paul, probablement détruit à l'époque des guerres de la Ligue. Le château est de style Louis XIII entouré d'un grand parc d'agrément.
- Manoir de la Garette, ce fief était en 1427 la propriété de Olivier Le Métaer, et en 1513 à Jean de Monterfil, seigneur du Bois-Harouard, l'ensemble des bâtiments datent des (XVe siècle-XVIIe siècle)
- La chapelle de la Souhaitier[42] (XIXe).
- La tour du chêne vert, à l'extrémité ouest du territoire de la commune.
- Le dernier moulin à marée de la commune[43] se situe à proximité du port de plaisance. Il a produit de la farine jusque dans les années 1960. Dans les années 1970, le bâtiment a été converti pour construire des bateaux. Puis, dans les années 1980, le vieux moulin accueille une fabrique de cirés de marque Valot. Enfin, depuis les années 1990, ce moulin est une résidence d’appartements d'habitation.

Le moulin est mentionné dès 1480, il était alors en bois et comportait deux roues à aubes. Après le Moyen Âge, il appartient au seigneur de la Haye et est reconstruit en pierre vers 1780. À partir du XIXe, il change plusieurs fois de propriétaires, le bâtiment, la digue et l'étang sont plusieurs fois remaniés. Une description complète est disponible sur le site du Ministère de la Culture.
- Dans les temps anciens, la terreur de rester célibataire poussait bon nombre de jeunes Bretonnes à se lancer des défis. En grimpant au sommet d'un menhir ou d'un rocher (la pierre de Lesmont) et en se laissant glisser, sept fois de suite, elles pouvaient, si elles n'arboraient aucune égratignure ou écorchure, espérer trouver un fiancé, jusqu'ici rétif à les affronter, face-à-face. Ces pierres s'appellent des pierres à glissade.
- Une fontaine sculpture et un buste de Marianne du sculpteur Georges Delahaie (1933-2014)

### L'église Saint-Pierre-et-Saint-Paul
La construction de l'église de Plouër-sur-Rance débute en 1703. Sa construction a été décidée par Pierre de la Haye au début du XVIIIe après avoir eu l'autorisation de l'évêque de Saint-Malo de détruire l'ancienne église en 1700. À la Révolution, le clocher n'était toujours pas construit, son édification débuta en 1791 mais ne fut pas terminée avant l'an II puisqu'un devis pour son achèvement date cette année. Elle est bâtie selon un plan en croix latine composée d'une nef à quatre travées avec collatéraux, un transept et le chœur en abside, le clocher surplombe la première travée de la nef. Conformément aux préconisations du concile de Trente qui souhaitait rassembler les fidèles auprès de l'autel, le chœur est de faible dimension . Le clocher en façade évoque le style "à la française" des ingénieurs du roi au XVIIIe siècle (bandeaux horizontaux séparant les niveaux, encadrement de fenêtres en arcades, angles de la tour constitués de pierres en bossage plat).

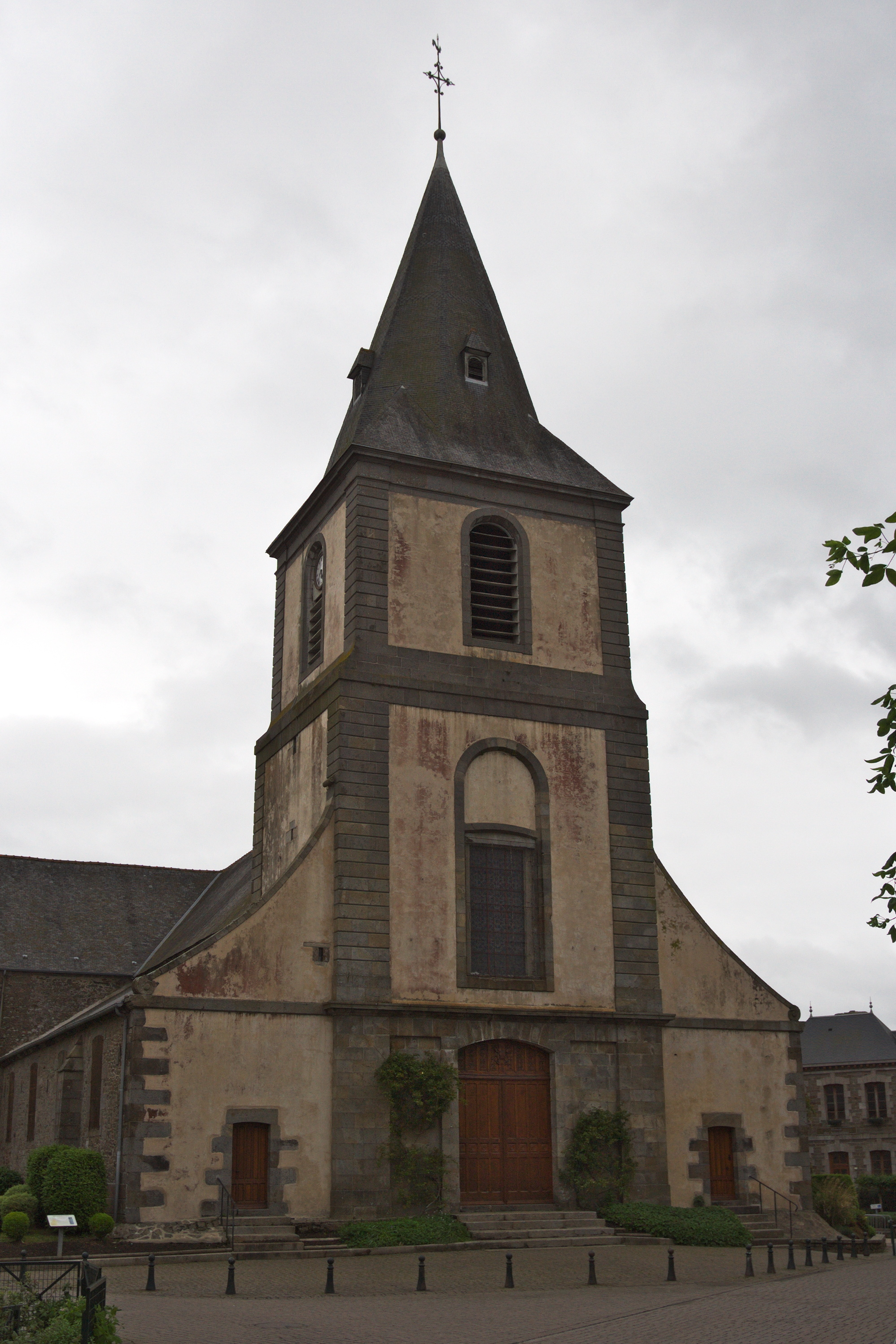
Façade "à la française" de l'église Saint-Pierre-et-Saint-Paul.
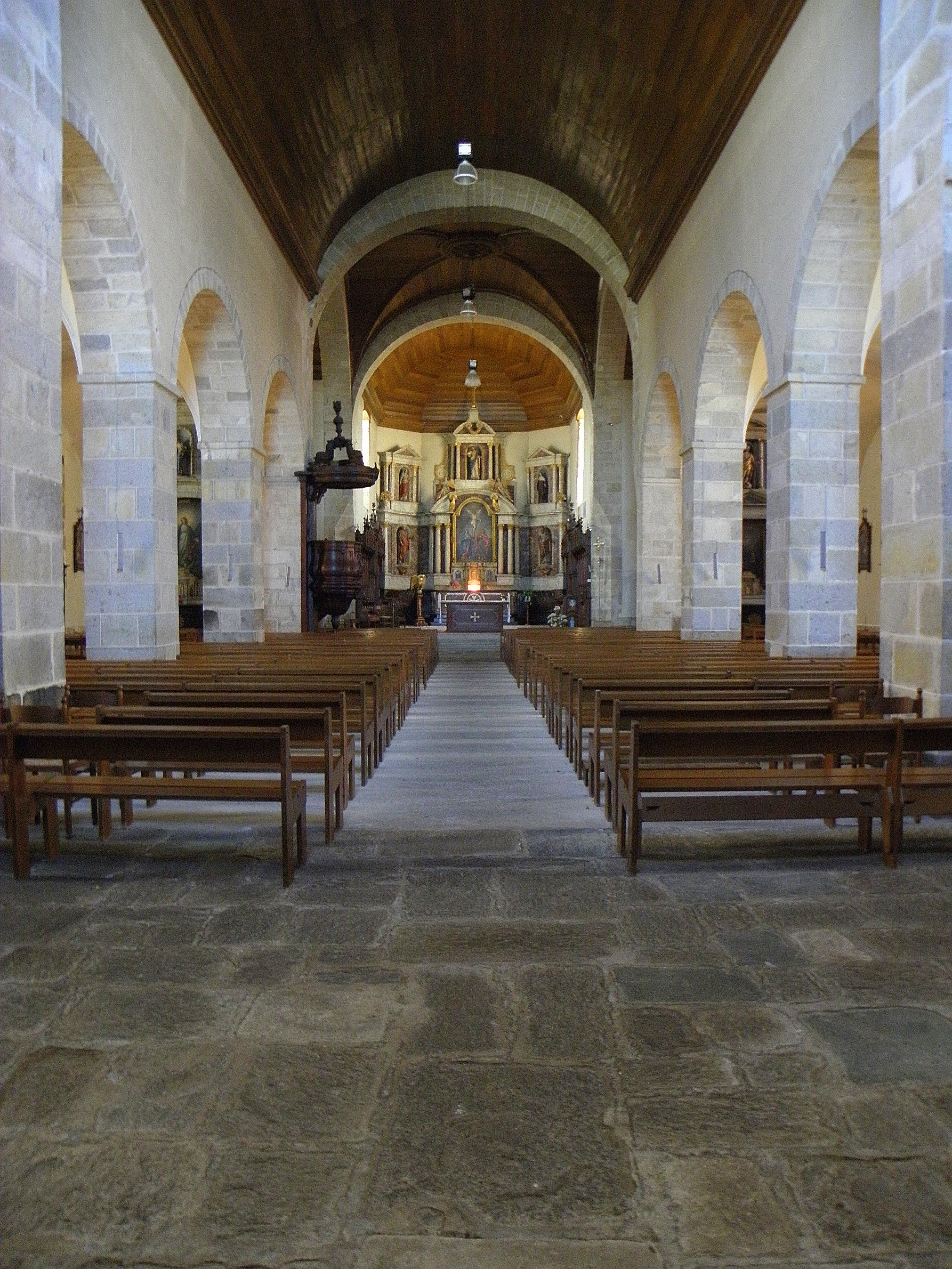
Nef de l'église
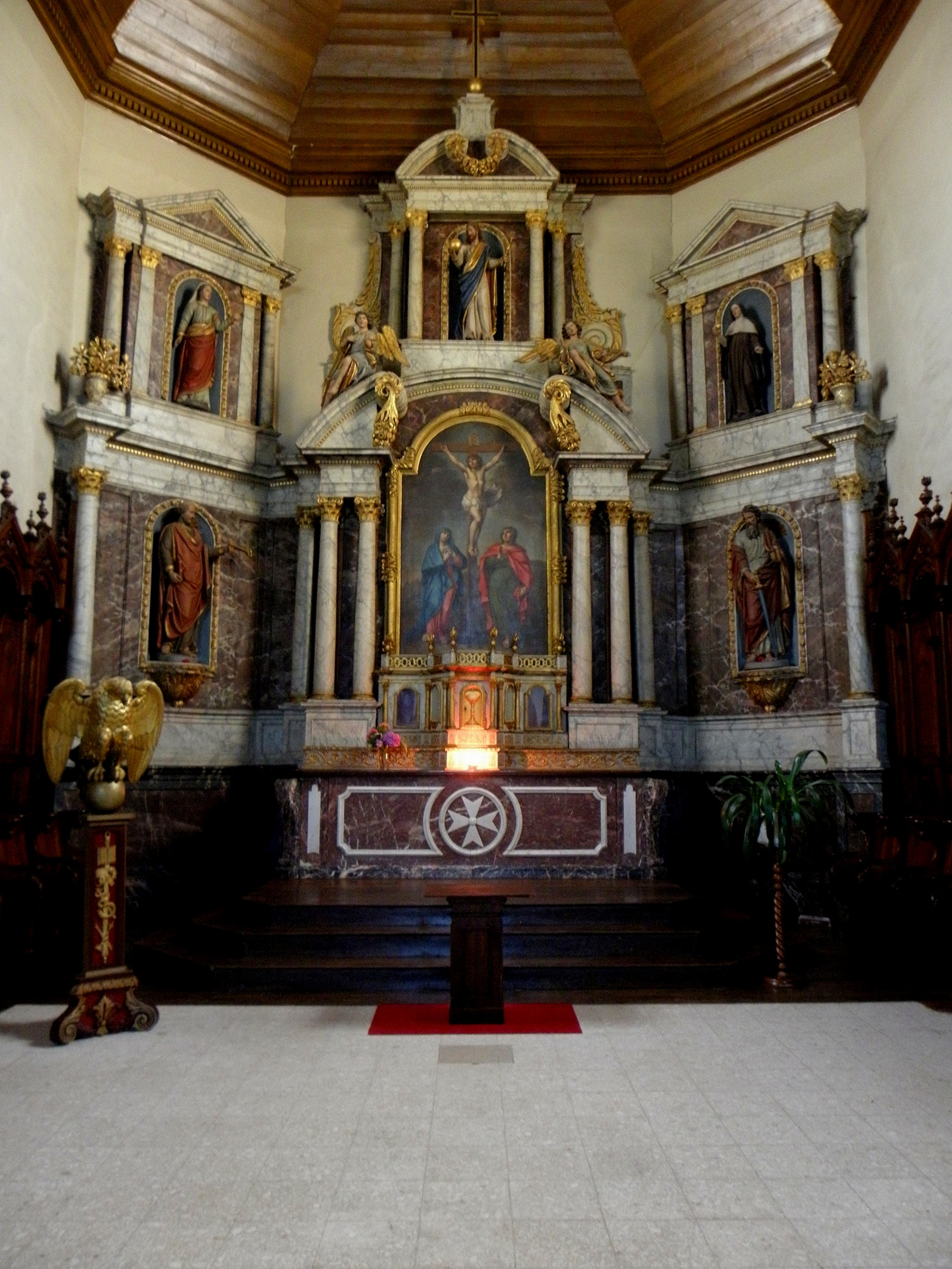
Retable du maître-autel (XVIIIe)
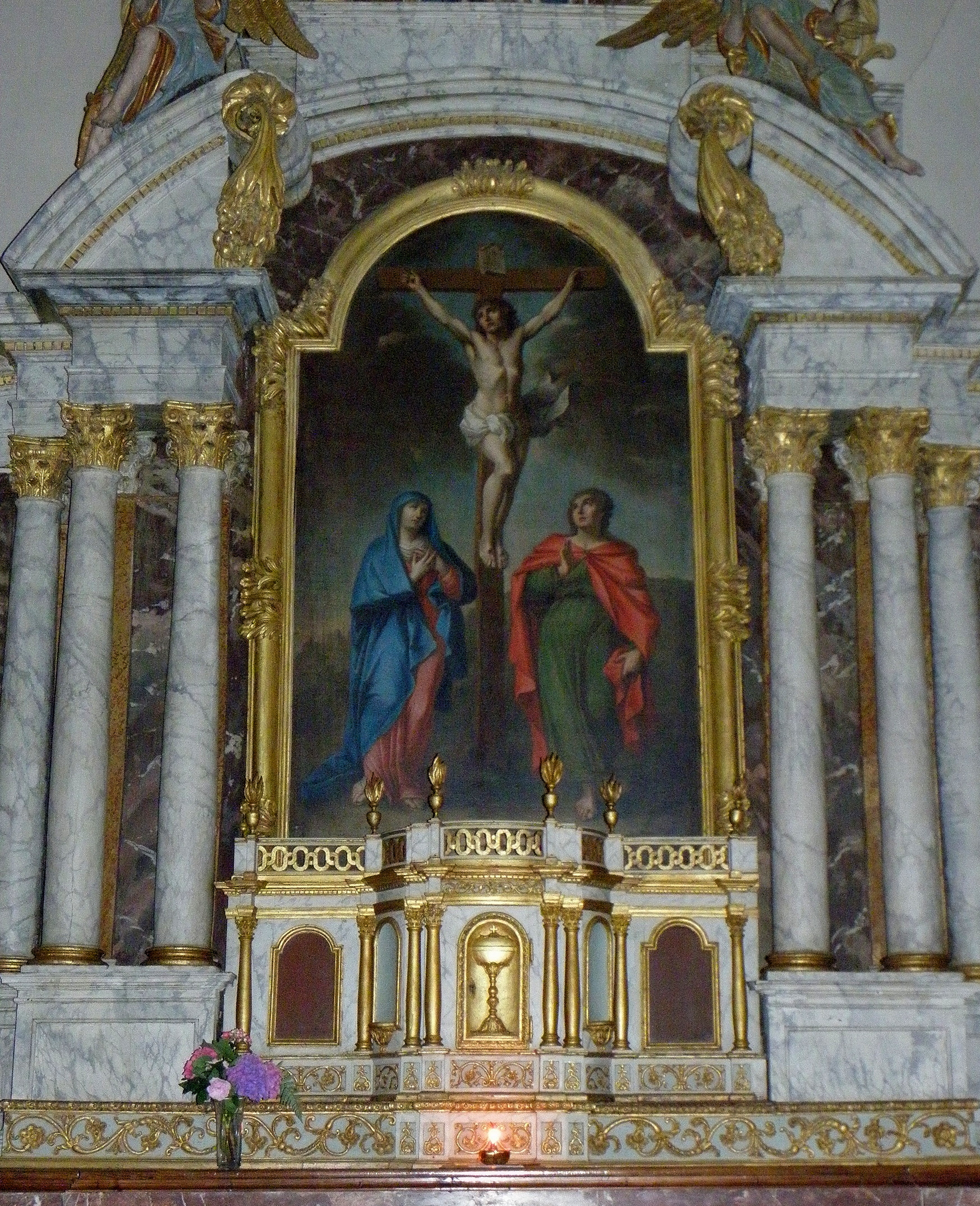
Tableau de la crucifixion sur le retable du maitre-autel
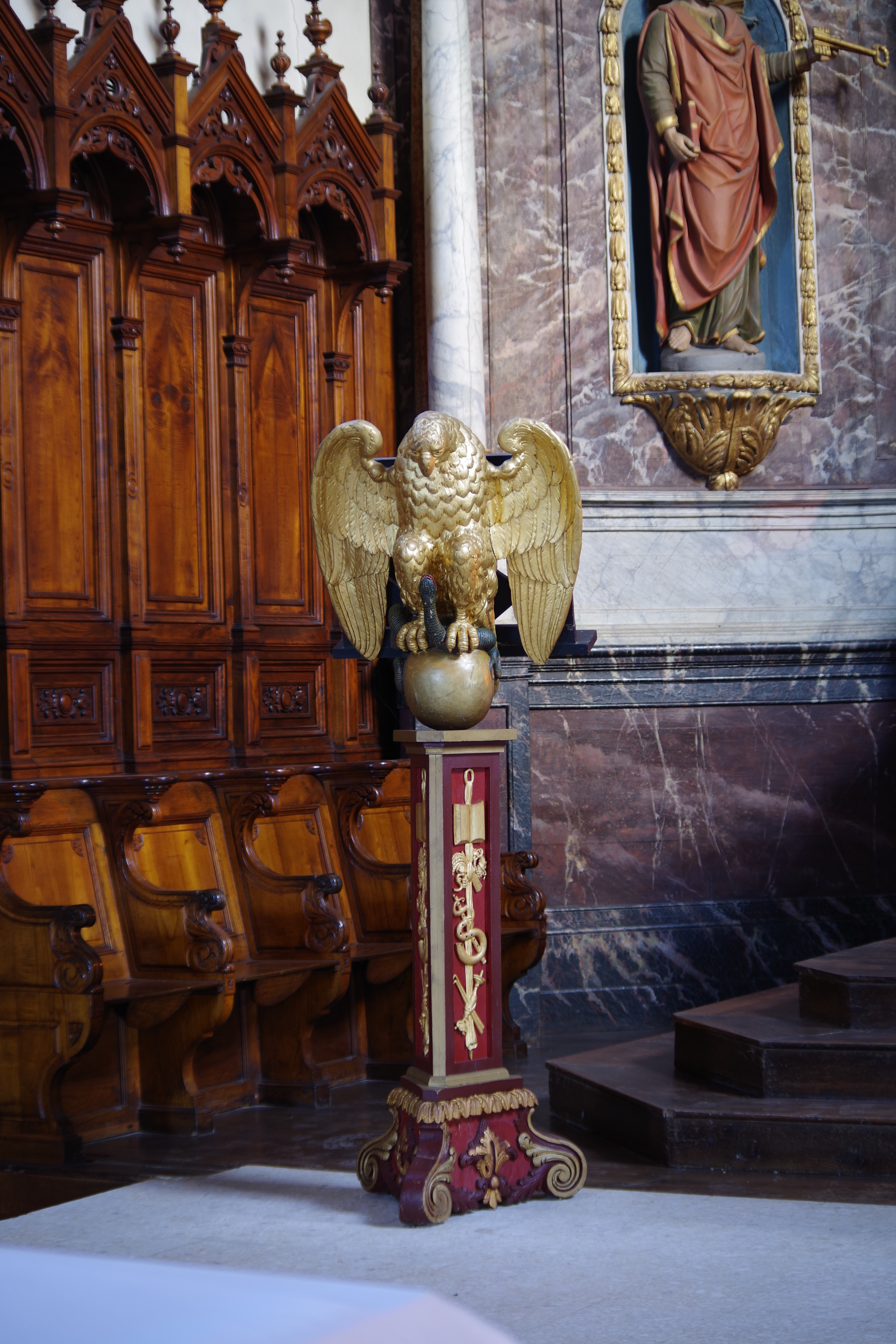
Aigle-lutrin

L'église possède un certain nombre d'objets classés :
- trois retables du XVIIIe siècle (influence des modèles lavallois) :

le retable du maître-autel à trois panneaux (composition ternaire à pans coupés), œuvre en bois et marbre datant du début du XVIIIe siècle
deux retables dans chacun des bras du transept datant également du XVIIIe siècle,
- Trois gisants du XVe siècle sont classés monuments historiques[49]. Ils proviennent de l'ancienne église :

Alain de Plouër en cuirasse et cote d'armes, une épée à son côté, ses pieds chaussés de souliers de fer reposent sur un arc d'arbalète (?). Ce sont peut-être les armoiries des Plouër qui sont figurés de chaque côté de sa tête.
Perinne Eder, épouse de Jean de Saint-Pol, elle porte un hennin pointu, la tête reposant sur un coussin orné de glands.
le troisième gisant n'a pas été identifié, il s'agit d'une femme représentée sous un dais gothique.
- La chaire datée de 1846 est également classée monument historique[53].
- Un lutrin en forme d'aigle datant du XVIIIe[54].

La majorité des vitraux sont signés Jean-Baptiste Anglade, peintre verrier à Paris à l'époque de leur création (1889, 1890). 

Vitraux de J.B. Anglade
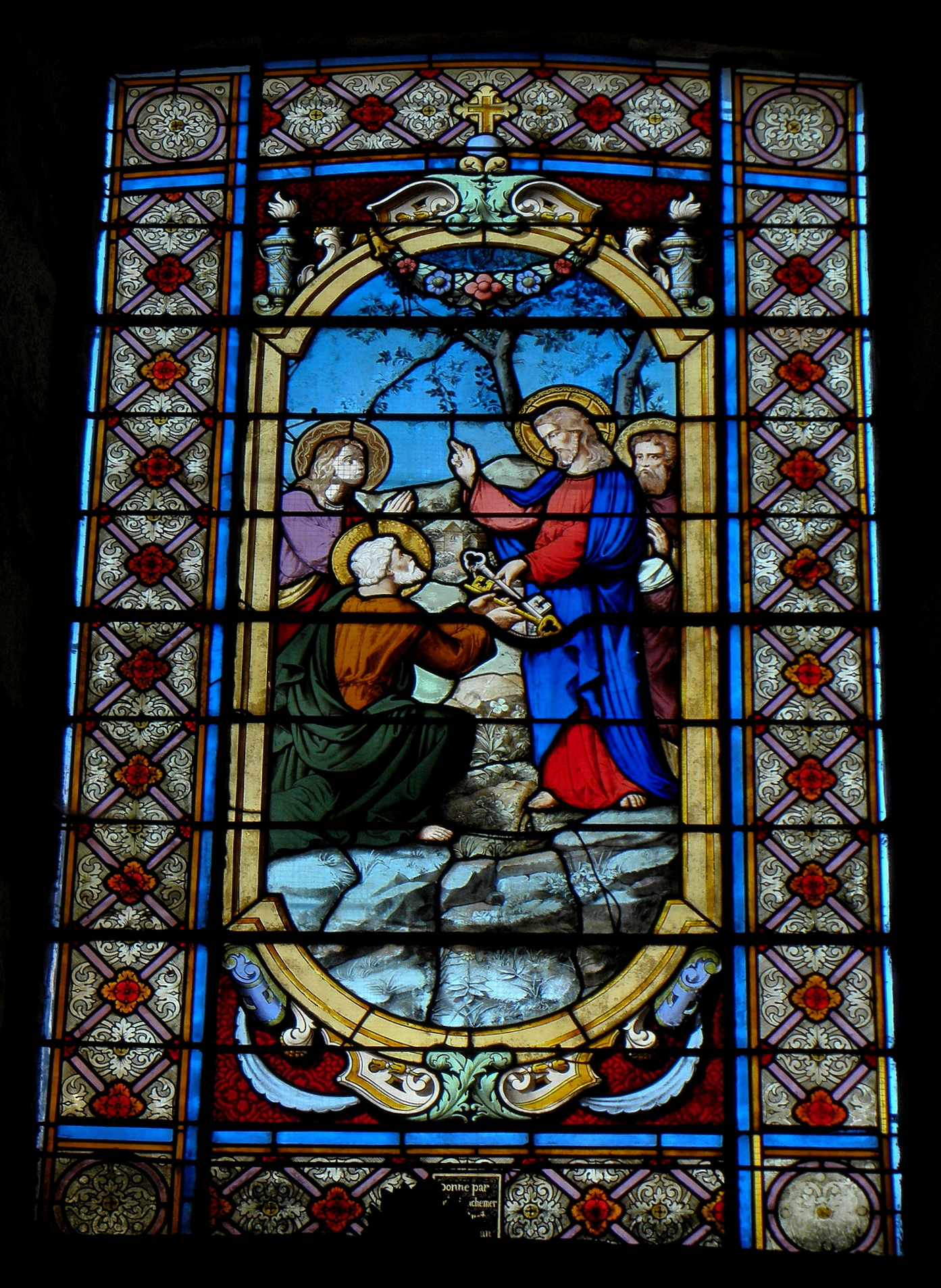
La remise des clefs à saint Pierre
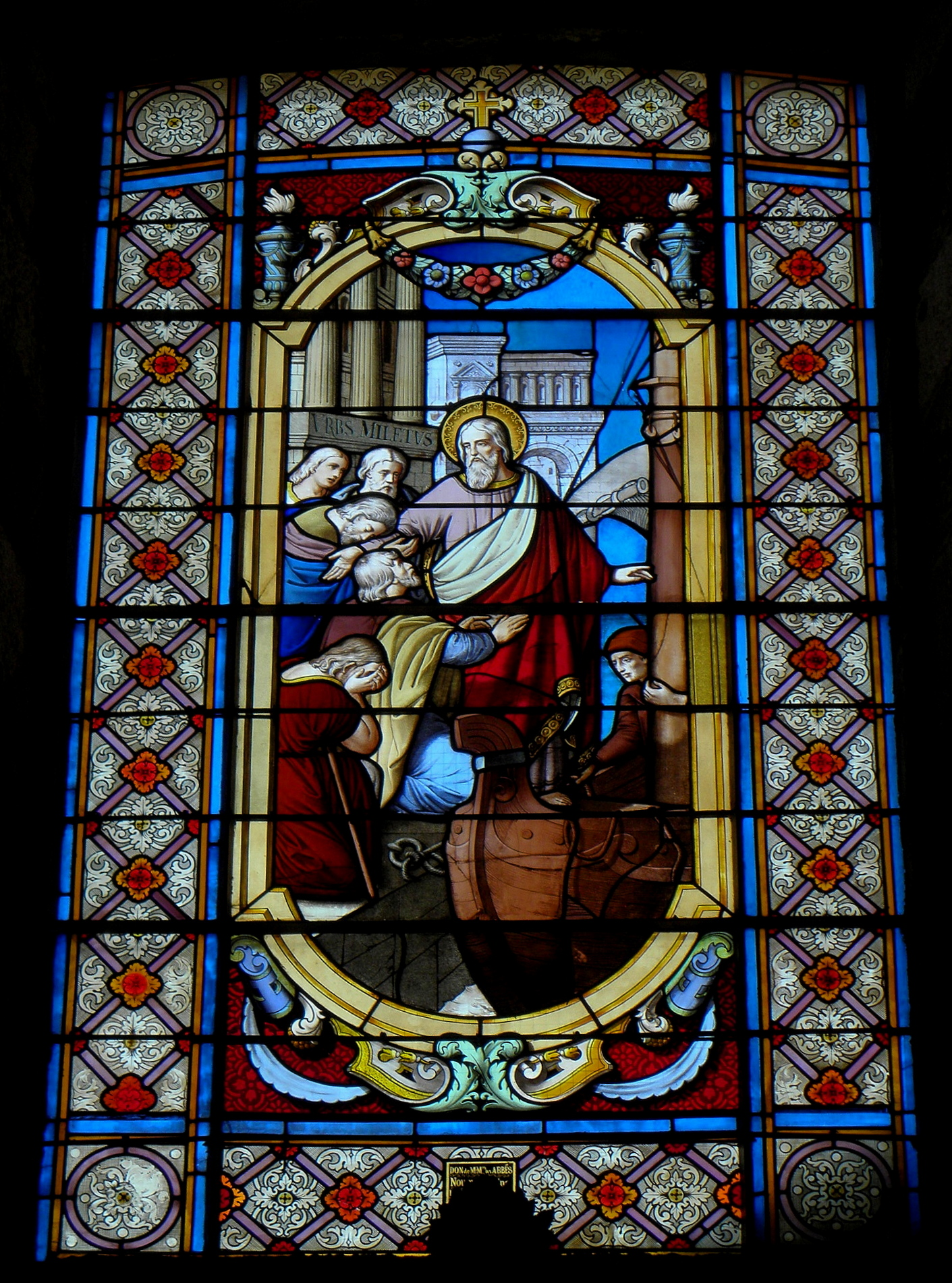
Saint Paul part de Milet
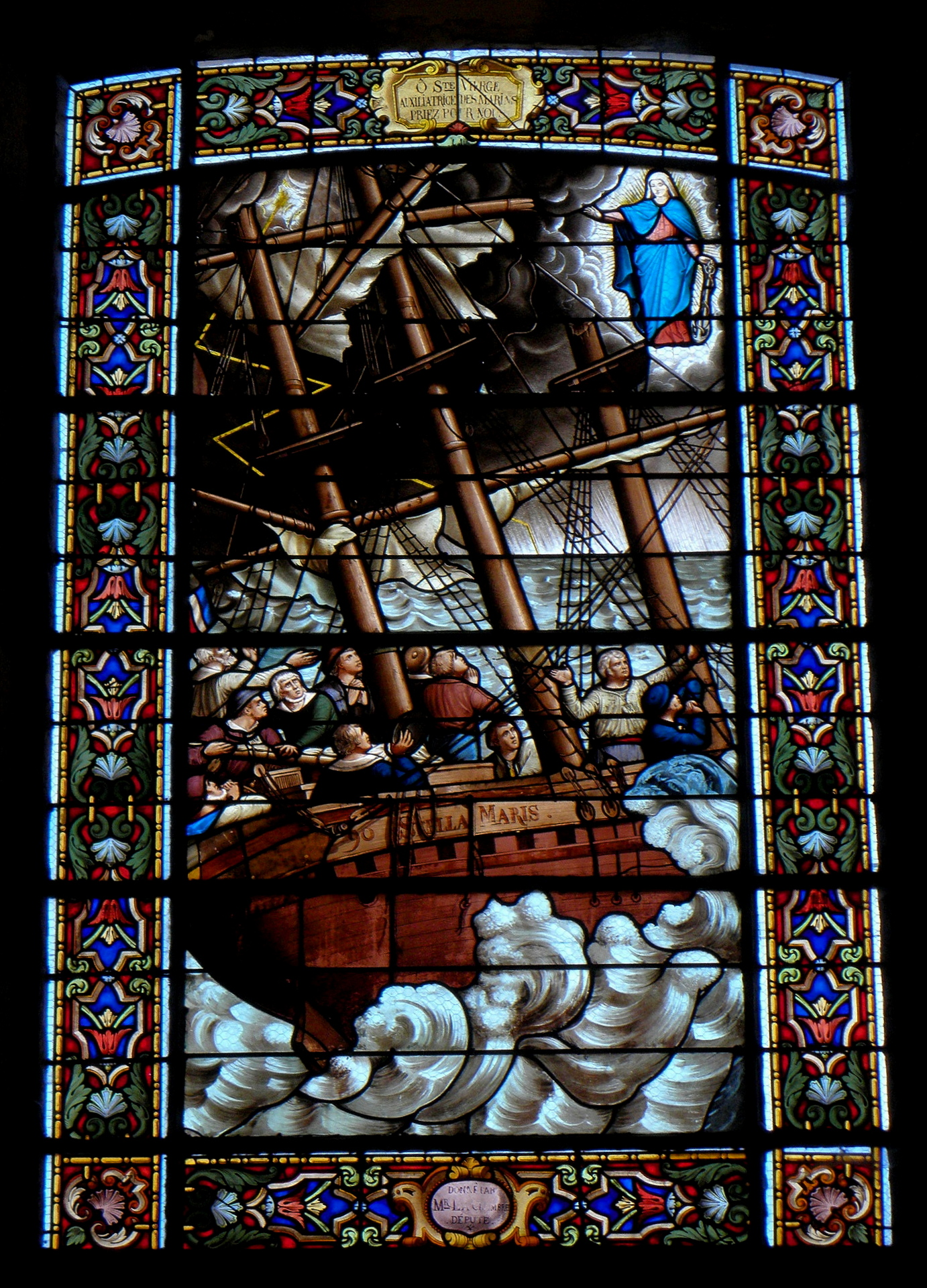
Prière des marins du Stella Maris à la Sainte -Vierge
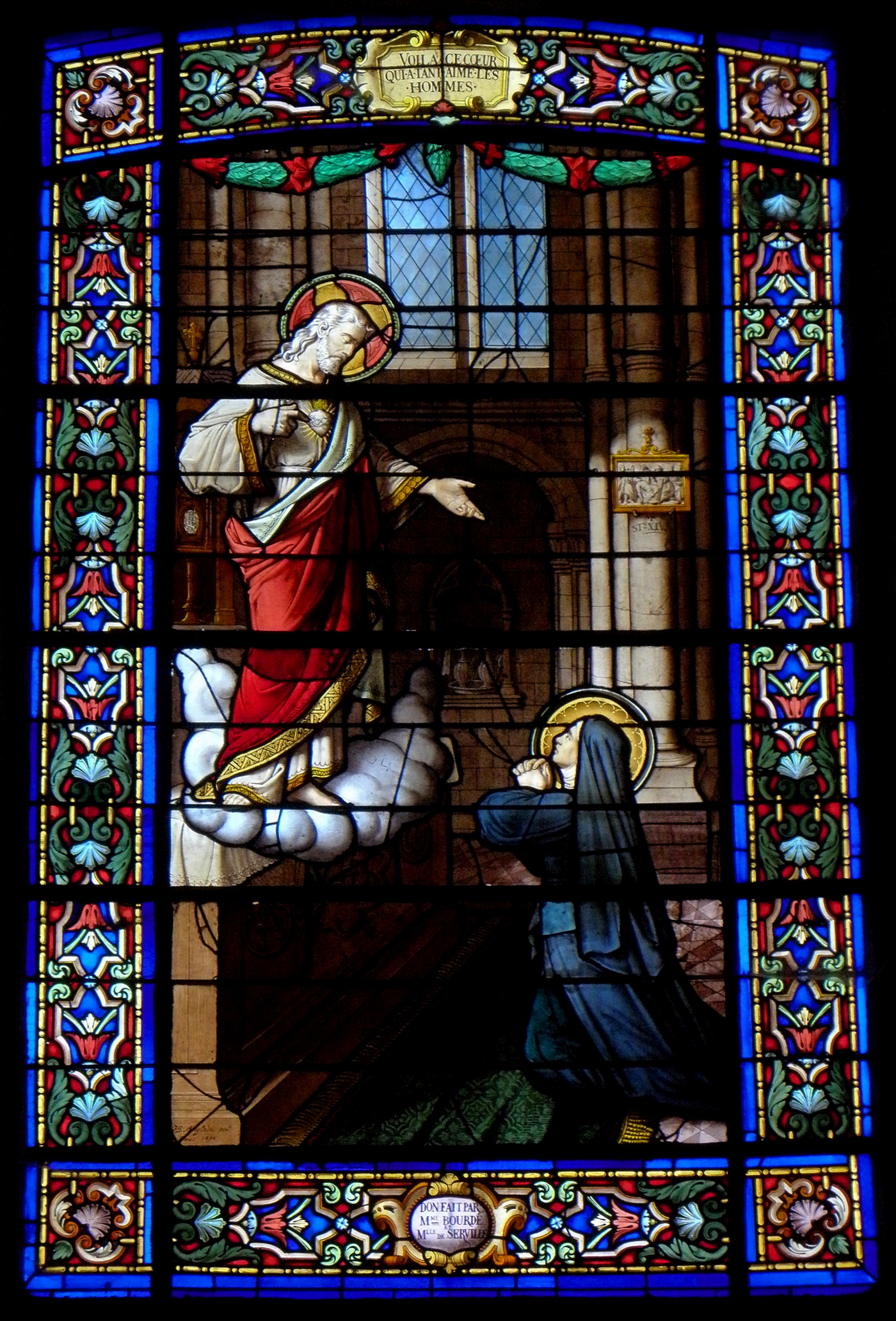
Apparition du Sacré-Cœur de Jésus à sainte Marguerite-Marie Alacoque
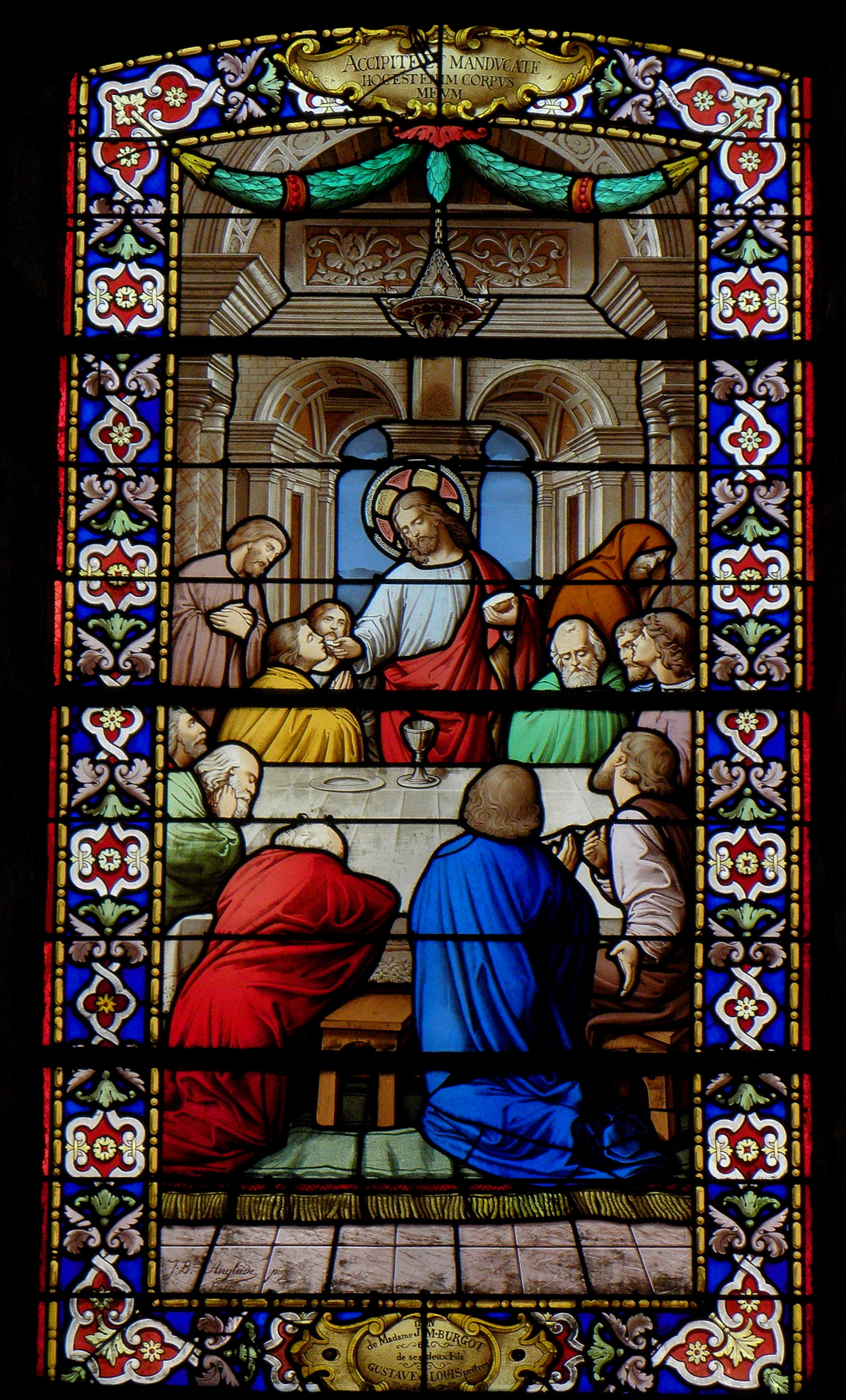
La Cène

Dans le chœur, saint Pierre est représenté au nord (remise des clefs), saint Paul au sud (départ de Milet).
Dans le transept, un appel à la protection de Marie pour les marins au nord, l'apparition du Sacré-Cœur de Jésus à sainte Marguerite-Marie Alacoque au sud.
Dans la nef, des scènes de la vie de Jésus sont représentées au nord (la Cène, l'atelier de Nazareth, la présentation de Jésus au temple, l'adoration des mages), au sud, ce sont saint Nicolas, les Sacrés-Cœurs de Marie et de Jésus, saint François-Xavier prêchant en Asie et l'apparition de la Vierge à Bernadette.
La façade occidentale est décorée d'un vitrail ornemental.

## Personnalités liées à la commune
- Bienheureux Alain de la Roche, né à Plouër au XVe siècle.
- Henri Kowalski (1841-1916), pianiste célèbre (ancien élève de Chopin). Fils d'un officier polonais, il épousa à Paris, le 22 septembre 1869, Marie Éloy, chanteuse, dite La Ferrari, propriétaire des châteaux du Chêne-Vert et du Vau carheil, où il vécut de 1867 à 1916.
- Amiral André Roux (1907-1983), Compagnon de la Libération, Grand officier de la Légion d'Honneur, Médaille de la Résistance avec rosette, Croix de Guerre 39/45 (5 citations) et des T.O.E...
- Thierry Magon de La Villehuchet financier français, propriétaire de son château familial[55] à Plouër qui s'est suicidé à la suite du scandale de l'affaire Bernard Madoff.
- Guizmo, un membre du groupe de musique Tryo y a vécu.
- Roger Gicquel (1933-2010), y a vécu en retraite jusqu'à son décès, le 6 mars 2010.
- Georges Delahaie (1933-2014) Sculpteur français.
- Sharon Kivland, née en 1955, artiste contemporaine